# 색정남녀
《색정남녀》(色情男女, Viva Erotica)는 홍콩에서 제작된 나지량 감독의 1996년 코미디, 드라마 영화이다. 장국영 등이 주연으로 출연하였고 추문회 등이 제작에 참여하였다. 이 영화는 섹스 코미디 영화로서 제작되었으나 어떻게 아티스트가 삶을 살아가기 위해 그의 예술적 온전성을 타협해야 하는지에 관한 무거운 주제를 다루고 있다.

## 출연

### 주연
- 장국영
- 서기
- 막문위

### 조연
- 진패
- 곡덕소
- 풍계휘
- 나가영
- 딩쯔쥔
- 서금강
- 황추생
- 오지군
- 진덕삼
- 왕일평
- 원빈
- 장동조
- 황악태
- 이자형
- 목성
- 양영광
- 왕연명

## 기타
- 미술: 해중문